# Radzików-Stopki
Radzików-Stopki – wieś w Polsce położona w województwie mazowieckim, w powiecie siedleckim, w gminie Mordy. Ma status sołectwa.
W latach 1975–1998 miejscowość administracyjnie należała do województwa siedleckiego.
Wierni Kościoła rzymskokatolickiego należą do parafii Najświętszego Serca Jezusowego w Krzymoszach lub do parafii św. Jana Chrzciciela w Radzikowie Wielkim.